# ایدوور
ایدوور (به صربی: Idvor) یک منطقهٔ مسکونی در صربستان است که در Kovačica Municipality واقع شده‌است. ایدوور ۱٬۱۹۸ نفر جمعیت دارد و ۶۱ متر بالاتر از سطح دریا واقع شده‌است.